# Natanz
Natanz este un oraș din Iran.